# Pilaszków (województwo łódzkie)
Pilaszków – wieś w Polsce położona w województwie łódzkim, w powiecie łowickim, w gminie Łowicz.
Wieś duchowna Pielaszków położona była w drugiej połowie XVI wieku w powiecie sochaczewskim ziemi sochaczewskiej województwa rawskiego. Pilaszków był wsią klucza chruślińskiego arcybiskupów gnieźnieńskich, w drugiej połowie XVII wieku przeszedł do klucza łowickiego, w 1721 roku przekazany dla łowickiego przytułku dla księży. W latach 1975–1998 miejscowość położona była w województwie skierniewickim.
Przez miejscowość przebiega droga wojewódzka nr 703.
We wsi funkcjonuje jednostka Ochotniczej Straży Pożarnej.
W 1905 roku odbył się tutaj tajny zjazd delegatów nauczycieli z całego Królestwa Polskiego, który podjął uchwałę o nauczaniu w szkołach w języku polskim i w duchu polskim. Na zjeździe powołano też Związek Nauczycieli Ludowych, którego prezesem został pracujący w miejscowej szkole Zygmunt Nowicki. Związek ten działał nielegalnie i w następstwie licznych aresztowań przestał istnieć po kilku tygodniach. W budynku szkolnym mieści się obecnie Izba Historii Związku Nauczycielstwa Polskiego.